# Apeadeiro de Chança

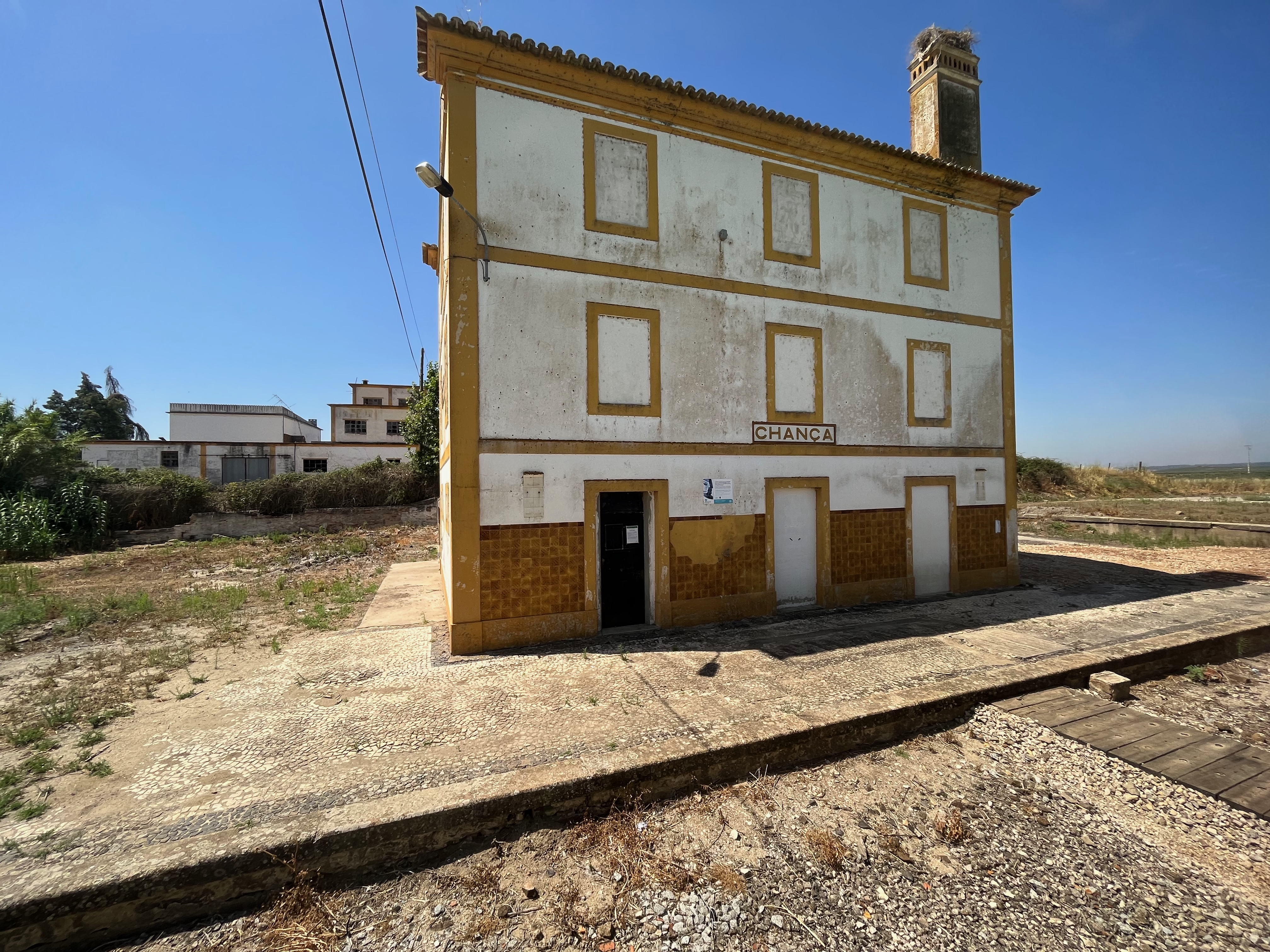
Edifício anexo ao Apeadeiro de Chança, em desuso em 2022

O Apeadeiro de Chança é uma gare da Linha do Leste, que serve a localidade de Chancelaria, no Distrito de Portalegre, em Portugal.

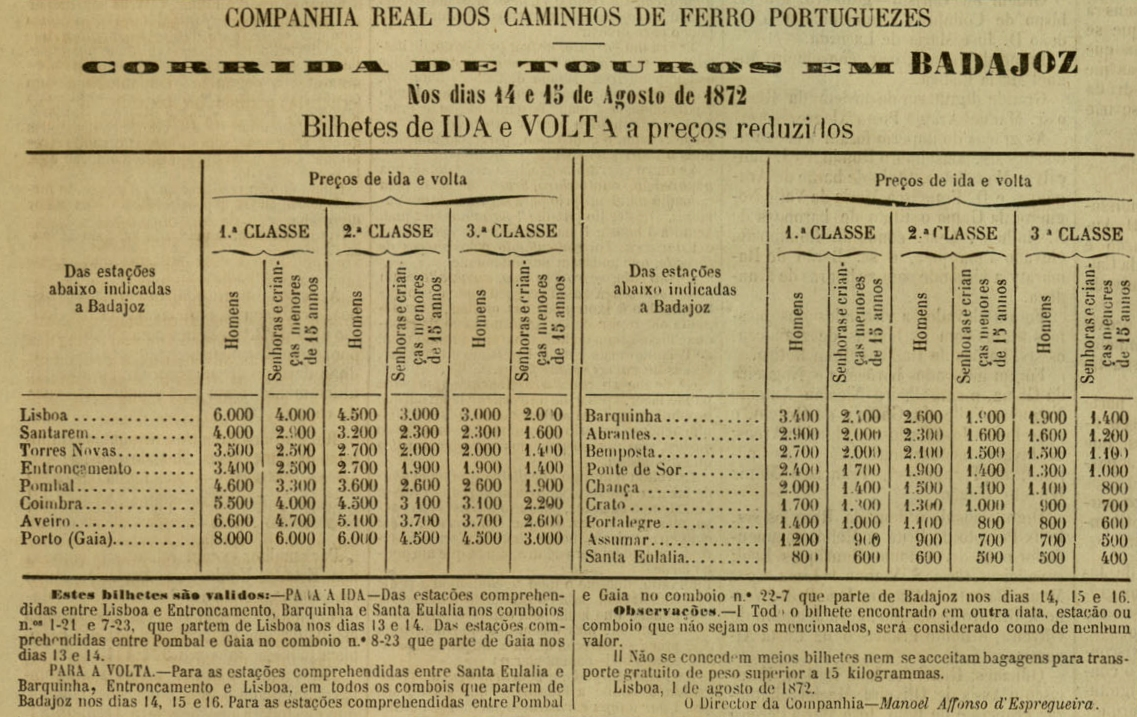
Anúncio de 1872 para bilhetes de ida e volta até Badajoz a preços especiais, por ocasião de uma corrida de touros. Chança foi uma das estações incluídas nesta promoção

## História
Esta interface encontra-se no troço entre Abrantes e Crato da Linha do Leste, que foi aberto pela Companhia Real dos Caminhos de Ferro Portugueses em 6 de Março de 1866.

### Ligação prevista à Linha de Évora
Quando se esteve a estudar a continuação da Linha de Évora até à Linha do Leste, no Século XIX, um dos traçados propostos ligaria Estremoz a Chança, ou a Ponte de Sor. A ideia de ligar Estremoz a Chança voltou a ser contemplada em 1898, quando foi reunida uma comissão para analisar os projectos que fariam parte do Plano da Rede Ferroviária ao Sul do Tejo, tendo sido preterida em favor de uma linha de Évora a Ponte de Sor, por Arraiolos. Embora existissem vantagens em fazer o entroncamento em Estremoz, a linha em si até Chança apresentaria vários problemas, que levaram à rejeição do projecto pela comissão.

### Século XXI
Os comboios de passageiros foram suspensos em Janeiro de 2012, tendo sido retomados, de forma experimental, em 25 de Setembro de 2015.